# Theridion whitcombi
Theridion whitcombi är en spindelart som beskrevs av Sedgwick 1973. Theridion whitcombi ingår i släktet Theridion och familjen klotspindlar. Inga underarter finns listade i Catalogue of Life.